# Ochranné pásmo zvláště chráněného území

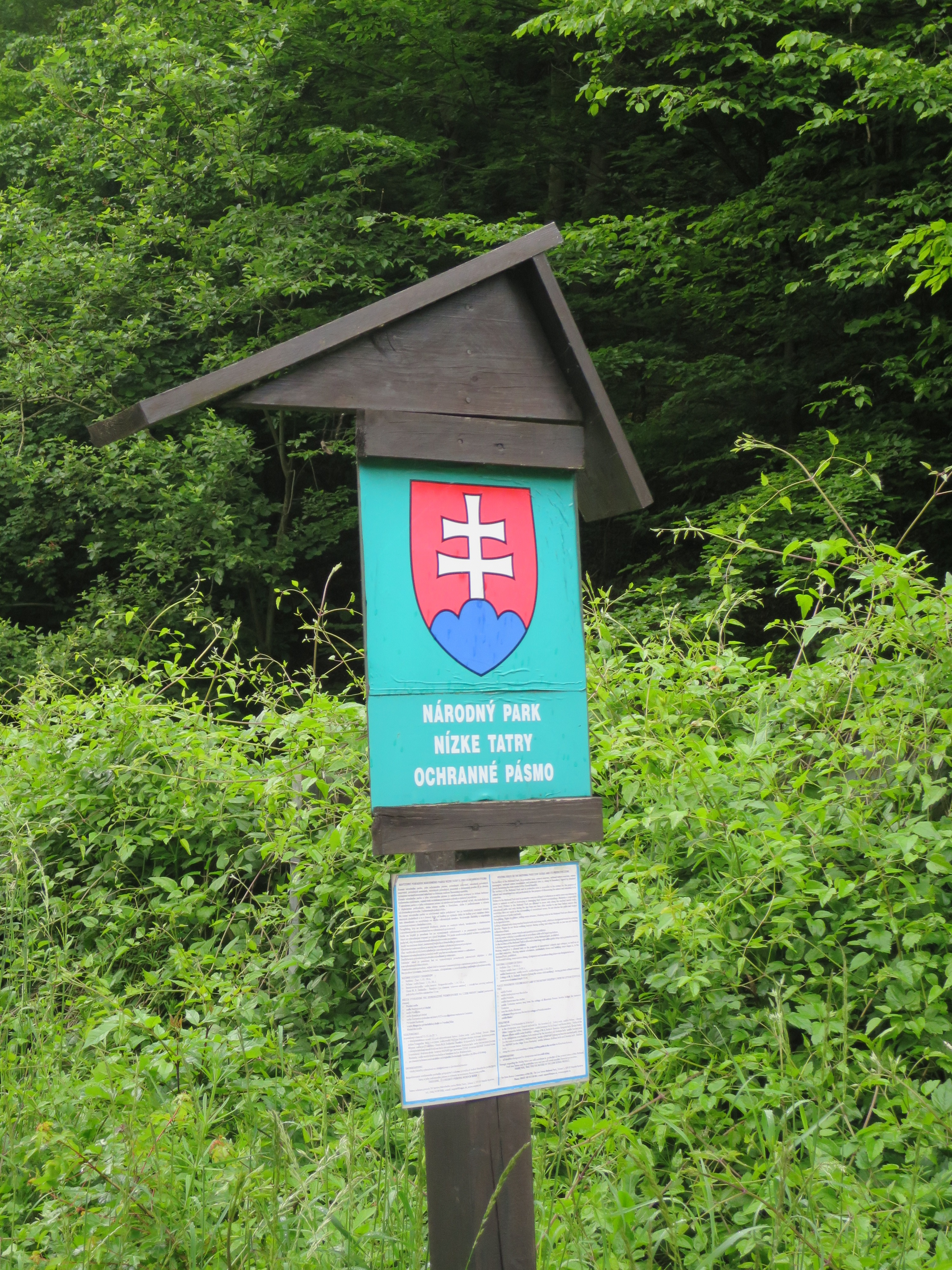
Označení ochranného pásma národního parku Nízké Tatry

Ochranné pásmo zvláště chráněného území je ochranné pásmo, které může být zřízeno pro ochranu zvláště chráněného území před rušivými vlivy z okolí.

## Česká republika
V České republice tato ochranná pásma upravuje § 37 zákona č. 114/1992 Sb., o ochraně přírody a krajiny.

### Vymezení
Ochranná pásma národní přírodní rezervace, národní přírodní památky, přírodní rezervace a přírodní památky mohou být vyhlášena orgánem, který zvláště chráněné území vyhlásil, a to stejným způsobem, jakým je vyhlašováno samo chráněné území; stejně tak může být stanoveno, že se zvláště chráněné území vyhlašuje bez ochranného pásma. Pokud ochranné pásmo není vymezeno ani vyloučeno, je jím ze zákona pás do vzdálenosti 50 metrů od hranic chráněného území. Zrušení ochranného pásma se děje shodným způsobem jako zrušení zvláště chráněného území.
Chráněné krajinné oblasti ochranná pásma nemají. Jejich stávající ochranná pásma byla zrušena přechodným ustanovením zákona č. 381/2009 Sb. ke dni nabytí jeho účinnosti.
Ochranná pásma národních parků jsou vymezena přímo v přílohách zákona č. 114/1992 Sb., spolu s vyhlášením a vymezením samotných národních parků. Národní parky České Švýcarsko a Šumava ochranná pásma nemají, národní park Podyjí a Krkonošský národní park je mají. Účelem ochranného pásma národního parku Podyjí je dle § 16c odst. 3 zákona vedle zabezpečení území národního parku před rušivými vlivy okolí též ochrana jeho krajinářských a přírodních hodnot a zvýšená péče o sídla na území ochranného pásma Národního parku Podyjí.
Ohlašování ochranných pásem a jejich evidence v RÚIAN a v mapách se děje dle § 42 zákona obdobným způsobem jako ohlašování a evidence zvláště chráněných území. Zákon však nezmiňuje, že by ochranná pásma měla být v terénu označována státním znakem. Rovněž § 16 prováděcí vyhlášky 45/2018 Sb. označování ochranných pásem v terénu nezmiňuje, stejně jako dřívější předpisy, např. § 11 vyhlášky 60/2008 Sb. či § 10 vyhlášky 64/2011 Sb.

### Regulace
V ochranných pásmech zvláště chráněných území jsou některé činnosti podmíněny souhlasem orgánu ochrany přírody. Jde o tyto činnosti: 
- umisťování, povolování a provádění staveb,
- změna způsobu využití pozemků,
- změna druhu pozemku,
- terénní úpravy,
- změny vodního režimu pozemků a k nakládání s vodami,
- použití chemických prostředků.

V ochranných pásmech národních parků podléhají souhlasu navíc tyto činnosti: 
- táboření a pořádání hromadných sportovních, turistických a jiných veřejných akcí mimo místa vyhrazená orgánem ochrany přírody opatřením obecné povahy a mimo zastavěná území obcí
- zemědělské hospodaření, pokud by tím docházelo k překročení ekologicky únosného režimu přísunu živin do půdy, zejména draslíku, dusíku a fosforu,
- odstraňování odpadů.

Souhlas vydává orgán ochrany přírody rozhodnutím nebo, je-li okruh adresátů neurčitý, opatřením obecné povahy.
Dle § 66 zákona o ochraně přírody a krajiny může orgán ochrany přírody ve zvláště chráněných územích i jejich ochranných pásmech omezit nebo zakázat provádění ohňostrojů nebo používání zábavní pyrotechniky.
Ochranná pásma jsou dle § 38 zákona zahrnuta do plánů péče nebo zásad péče o příslušné chráněné území. Pro projednávání záměrů vyhlášení nových chráněných území nebo změn vymezení stávajících dle § 40 zákona platí ve vztahu k ochranným pásmům obdobné zásady jako ve vztahu k samotným navrhovaným chráněným územím. Zásady pro územní plánování a stavební činnost dle § 44a zákona se rovněž vztahují i na ochranná pásma. Na ochranná pásma se vztahuje i působnost stráže přírody v rozsahu jako ve zvláště chráněném území.
Hospodaření s lesy, pozemky určenými k plnění funkcí lesa a s jiným státním majetkem souvisejícím s plněním funkcí lesa je v ochranném pásmu národního parku ve stejném zákonném režimu jako na území národního parku, tj. přísluší dle § 22 zákona správě národního parku – pro lesy v ochranném pásmu však není výslovně stanoveno, že by nesměly být lesy hospodářskými.